# Trichostomum hattorianum
Trichostomum hattorianum är en bladmossart som beskrevs av Benito C. Tan och Iwatsuki 1993. Trichostomum hattorianum ingår i släktet lansettmossor, och familjen Pottiaceae. Inga underarter finns listade i Catalogue of Life.